# Vila Carolina (Jaçanã)
Vila Carolina é um bairro localizado na zona norte da cidade de São Paulo, situado no distrito do Jaçanã. É administrado pela Subprefeitura de Jaçanã-Tremembé.